# Markus Hansiz
Markus Hansiz (* 25. April 1683 in Völkermarkt; † 5. September 1766 in Wien) war Jesuit und Historiker.

## Leben
Er lehrte in Einrichtungen seines Ordens in Graz, Wien, Neustadt, Klagenfurt und Rom, aber sein Hauptinteresse galt immer der kirchengeschichtlichen Forschung. Sein Lebensziel war es, eine deutsche Kirchengeschichte zu schreiben, die für Deutschland das werden sollte, was Ughellis Italia sacra für Italien und Denis de Sainte-Marthes Gallia Christiana für Frankreich waren. Dieses Ziel erreichte er nicht, verfasste aber eine Geschichte der Kirchen von Lorch und Passau (Metroplis Laureacensis cum Episcopatu Pataviensi chronologice proposita, Augsburg 1727) und eine Geschichte des Erzbistums Salzburg (Archiepiscopatus Salisburgensis chronologice propositus, Augsburg 1729).
In den Jahren 1731–1754 sammelte er Materialien für die Geschichte der Bistümer Wien, Neustadt, Seckau, Gurk und Lavant. Gleichzeitig arbeitete er an einer Geschichte des Bistums Regensburg. Von diesen Vorhaben erschien die Geschichte des Regensburger Bistums, De episcopatu Ratisbonensi prodromus (Wien 1754).
Er war einer der wichtigsten Kirchenhistoriker seiner Zeit.